# 刘浩天
刘浩天（1912年11月5日—1984年1月9日），原名刘奕生。中国人民解放军中将，1955年获二级八一勋章、二级独立自由勋章、一级解放勋章。
1963年，接替康志强，担任东海舰队政治委员。1969年，由戴润生接任。1969年，接替陶勇，担任东海舰队司令员。1975年，由马龙接任。1955年，授中国人民解放军中将军衔。